# Easley (South Carolina)
 For alternative betydninger, se Easley. (Se også artikler, som begynder med Easley)
Easley er en by i den nordvestlige del af delstaten South Carolina i USA. Byen har et indbyggertal på 22.921 (2020) indbyggere. Den ligger i de amerikanske counties Pickens County og Anderson County.

## Geografi
Easley har et areal på 32 km2
.

## Uddannelse
Easley High School er Easleys eneste high school.

## Turistattraktioner
- Easley High School Auditorium